# Drążyn zielony
Drążyn zielony (Aulacobaris chlorizans) – gatunek chrząszcza z rodziny ryjkowcowatych (Curculionidae). Występuje na obszarze Europy Południowej (z wyjątkiem Hiszpanii) i Środkowej oraz zachodniej (europejskiej) części byłego ZSRR. W Polsce spotykany jest w środkowych i południowych okolicach, gdzie stał się dość uciążliwym szkodnikiem robiącym duże straty wśród rolników zakładających plantacje warzyw i roślin krzyżowych (kapustowatych). Powodują duże straty w zbiorach roślin.

## Charakterystyka
Wielkość 3–4 mm o ubarwieniu ciemnozielonym lub niebieskim z metalicznym połyskiem. Ryjek wydłużony, czułki i stopy w kolorze brunatnym.
Larwy nie posiadają nóg. Są koloru białawego w kształcie wygiętego łuku z wyraźną  głową w kolorze brunatnym. Poczwarki są białawe, mało ruchliwe, wielkością zbliżone do dorosłych osobników.

## Rozwój
Chrząszcze zimują w glebie i w resztkach roślin. Na wiosnę udają się na tereny, gdzie odbywa się uprawa roślin. Tam samice składają jaja do łodygi w dolnych partiach ogonków liściowych jak również do szyjki korzeniowej. Rozwój ich odbywa się w tkance rośliny. Z końcem lata następuje u larw przepoczwarczenie. Odbywa to się w miejscu gdzie żerują w wydrążonych przez nich miejscach – kolebkach.
W okresie od sierpnia do października chrząszcze wychodzą na zewnątrz, aby ponownie po stosunkowo krótkim okresie żerowania schować się do kryjówek. Część chrząszczy w ogóle nie wychodzi na zewnątrz, żerując w miejscu lęgowym.

## Zwalczanie
Polega na jak najszybszym usunięciu zarażonych części roślin z terenu i spaleniu ich wraz ze szkodnikami. Teren zaatakowany przez szkodnika należy opryskać preparatami zawierającymi cypermetrynę.